# Trần Thị Phương Hoa (Hải Dương)
Trần Thị Phương Hoa (sinh ngày 9 tháng 5 năm 1975) là nữ chính trị gia người Việt Nam. Bà hiện là Đại biểu Quốc hội Việt Nam khóa 14 nhiệm kì 2016-2021, thuộc đoàn đại biểu thành phố Hà Nội. Bà hiện là Thành ủy viên, Bí thư Quận ủy Cầu Giấy, Hà Nội, từng là Chủ tịch Hội Liên hiệp Phụ nữ thành phố Hà Nội.

## Xuất thân
Trần Thị Phương Hoa sinh ngày 9 tháng 5 năm 1975, quê quán tại xã Kim Xuyên, huyện Kim Thành, tỉnh Hải Dương.

## Giáo dục
- Cử nhân chính trị
- Thạc sĩ Xây dựng Đảng, Cử nhân Kinh tế

## Sự nghiệp
Ngày 14 tháng 9 năm 1996, Trần Thị Phương Hoa gia nhập Đảng Cộng sản Việt Nam.
Bà từng là Ủy viên Đoàn Chủ tịch Trung ương Hội Liên hiệp Phụ nữ Việt Nam, Thành ủy viên, Bí thư Đảng Đoàn, Chủ tịch Hội Liên hiệp Phụ nữ Hà Nội, Ủy viên Ủy ban Văn hoá, Giáo dục, Thanh niên, Thiếu niên và Nhi đồng của Quốc hội.
Ngày 22 tháng 5 năm 2016, Trần Thị Phương Hoa trúng cử Đại biểu Quốc hội Việt Nam khóa 14 nhiệm kì 2016-2021 tại đơn vị bầu cử số 1 thành phố Hà Nội (gồm quận Ba Đình, Hoàn Kiếm, Tây Hồ) cùng với Nguyễn Phú Trọng và Nguyễn Doãn Anh.
Sáng ngày 8 tháng 4 năm 2019, Trần Thị Phương Hoa, Thành ủy viên, Ủy viên Đảng đoàn Hội Liên hiệp Phụ nữ Việt Nam, Chủ tịch Hội Liên hiệp Phụ nữ thành phố Hà Nội, được Ban Thường vụ Thành ủy Hà Nội điều động về công tác ở Quận ủy quận Cầu Giấy, chỉ định tham gia Ban Chấp hành, Ban thường vụ quận ủy Quận Cầu Giấy và giữ chức vụ Bí thư Quận ủy quận Cầu Giấy nhiệm kỳ 2015 - 2020 thay ông Lê Văn Luân (ông Luân đã qua đời do bệnh hiểm nghèo vào ngày 23 tháng 11 năm 2018).